# Sophia Kircher
Sophia Kircher (nascida a 4 de Maio de 1994) é uma política austríaca do partido ÖVP. Foi eleita membro do Parlamento Europeu em Julho de 2024. Faz parte da Comissão de Transportes e Turismo.